# Astra BM 25
L'Astra BM 25 est un camion lourd de chantier 6x4 fabriqué par le constructeur italien Astra SpA, de 1979 à 1983 en version porteur et tracteur de semi-remorques.

## Description
Ce véhicule, conçu comme toute la gamme poids lourds du constructeur italien, selon un cahier des charges particulièrement exigeant concernant la fiabilité et la robustesse, a bénéficié pour la première fois dans son histoire, comme la version 4x4 dénommée « BM 201 » destinée à l'armée et la Croix-Rouge italienne, d'une cabine complète.
Il conserve la robustesse classique des productions Astra qui a fait la réputation de la marque depuis son origine. La cabine, complète sur toute la largeur du véhicule, une nouveauté pour la marque qui a toujours livré ses véhicules de chantier avec des demi-cabines pour le seul conducteur, est en fibre de verre armé. Son châssis autorise des charges de 40 t dans la configuration porteur 6x4, bien au-delà des limites du code de la route en Italie de 33 t.
Cette cabine, dont le style est hérité des modèles Fiat série T, Fiat 684 et 697 sera également utilisée sur le BM 201, un véhicule militaire et civil de chantier 4x4.
L'Astra BM 25 a également été commercialisé en version tracteur de semi-remorques de chantier avec benne de 35 m3 ou citerne de 50 000 L. Le tracteur 6x4 plus une remorque avec deux essieux jumelés type Astra, Minerva ou Cantoni étaient homologués pour un PTR de 56 t.
Les camions porteurs 6x4 de chantier pouvaient recevoir des bennes rocher de 20 m3 ou des malaxeurs de béton de 9 m3 plus pompe.

## Sources
- (it) « Astra BM 25 (1979) Mezzo d’opera 6×4 ribaltabile trilaterale roccia », sur camionusati.org ; benne rocher trilatérale 16 m3 avec moteur Fiat V8 17 L de 352 ch DIN